# Odontochilus
Die Pflanzengattung Odontochilus gehört zur Familie der Orchideen (Orchidaceae). Die etwa 56 Arten sind in den Wäldern Ost- und Südostasiens verbreitet.

## Beschreibung

### Vegetative Merkmale
Odontochilus-Arten wachsen als kleine, ausdauernde krautige Pflanzen. Sie besitzen ein kriechendes Rhizom, aus denen die Sprosse entspringen. Die fadenförmigen Wurzeln entspringen einzeln an den Nodien des Rhizoms.
Die Laubblätter stehen verteilt an der Sprossachse oder sind zu einer lockeren Rosette gedrängt. Der kurze Blattstiel umfasst den Stängel. Die Blattspreite ist oval-lanzettlich bis fast rund geformt, ihre Farbe ist grün bis rötlich, selten kommen marmorierte oder mit hellen Streifen versehene Blätter vor. Wenige Arten sind mykoheterotrophe Pflanzen ohne Blätter.

### Generative Merkmale
Der endständige, traubige oder einblütige Blütenstand kann behaart oder unbehaart sein. Am Blütenstandsstiel befinden sich ein oder mehrere stängelumfassende Hochblätter, die Tragblätter der Blüten sind so lang wie Blütenstiel und Fruchtknoten. Der Fruchtknoten ist verdreht, die Blüten sind dadurch resupiniert.
Die zwittrigen Blüten sind zygomorph und dreizählig. Die drei äußeren Blütenhüllblätter (Sepalen) können frei oder bis etwa zur Hälfte miteinander verwachsen sein. Die beiden seitlichen Petalen haften mit dem oberen Rand am oberen Sepal. Die Lippe ist dreigeteilt: die Basis (Hypochil) ist halbkugelig geformt, im Innern befinden sich zwei drüsige Anhängsel. Der Mittelteil (Mesochil) der Lippe ist schmal und zu einer Röhre eingerollt, die Ränder der Lippe sind hier wulstig und mit verschiedenen Anhängseln versehen. Das Ende der Lippe ist breit und ganzrandig bis zweilappig. Die Säule kann verschieden geformt sein: gerade bis s-förmig gebogen, manchmal asymmetrisch verdreht. Am Rand der Säule befinden sich zwei häutige bis fleischige Flügel. Das Staubblatt ist oval, es enthält zwei keulenförmige bis birnenförmige Pollinien. Diese sind über Stielchen mit einer kleinen Klebeplatte (Viscidium) verbunden. Die Narbe besteht aus zwei nebeneinander liegenden oder gänzlich miteinander verbundenen Flächen. Das Trenngewebe zwischen Narbe und Staubblatt (Rostellum) ist dreieckig, nach Entnahme des Viscidiums verbleibt ein zweilappiger Rest.
Die Kapselfrucht ist oval.
Zählungen der Chromosomen ermittelten x = 15 als Grundzahl, bei einzelnen Arten beträgt der Chromosomensatz 2n = 60, 2n = 120, bei Odontochilus inabae wurden 2n = 28 gezählt.

## Vorkommen
Die Gattung Odontochilus ist in tropischen und subtropischen Gebieten Ost- und Südostasiens weit verbreitet. Im Westen läuft die Grenze der Verbreitung durch Indien, die Nordgrenze läuft entlang der Südflanke des Himalayas. Besiedelt werden der südliche Teil Japans, der Süden Chinas und Taiwan, Hinterindien, Malaysia und die Inseln Indonesiens. Im Südwesten reicht das Areal bis nach Neukaledonien, die Salomonen, Vanuatu, die Fidschi-Inseln und Samoa.
Die Odontochilus-Arten wachsen im Unterwuchs feuchter Wälder. Sie kommen bis in Höhenlagen von 2300 Metern vor.

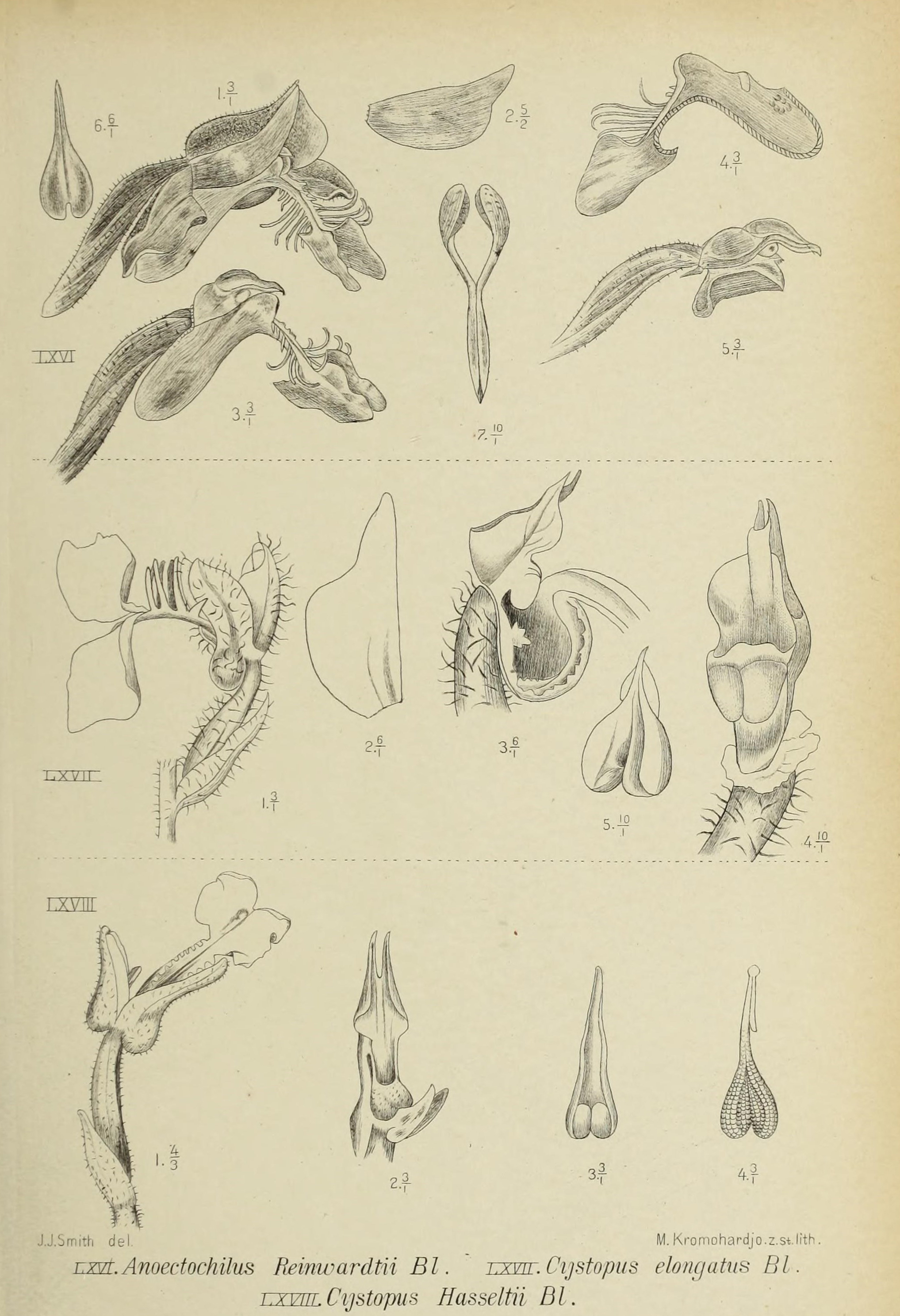
Illustration von Odontochilus hasseltii (Fig. LXVIII, unten)

## Systematik
Die Gattung Odontochilus gehört zur Untertribus Goodyerinae aus der Tribus Cranichideae in der Unterfamilie Orchidoideae innerhalb der Familie Orchidaceae. Die Abgrenzung zur verwandten Gattung Anoectochilus wird unterschiedlich gehandhabt: manchmal wird sie als Synonym betrachtet, auch die Zuordnung einzelner Arten variiert.
Die Gattung Odontochilus wurde 1858 durch Carl Ludwig Blume in Collection des Orchidées le plus remarquables de l'Archipel Indien et du Japon Band 7–9, Seite 79, Tafel 29, 36 aufgestellt. Der Gattungsname Odontochilus leitet sich von den griechischen Worten ὀδούς  odontos für „Zahn“ und χεῖλος cheilos für „Lippe“ ab und bezieht sich auf den gezähnten Rand des Mittelteils der Lippe. Typusart ist Odontochilus flavescens (Blume) Blume. Synonyme für Odontochilus (Blume) sind: Cystopus (Blume) nom. illeg., Pristiglottis Cretz. & J.J.Sm., Evrardia Gagnep. nom. illeg., Evrardiana Aver. nom. illeg.
Es gibt seit 2016 etwa 56 Odontochilus-Arten:
- Odontochilus acalcaratus (Aver.) Ormerod: Südliches Vietnam
- Odontochilus asraoa (J.Joseph & Abbar.) Ormerod: Nepal bis Assam
- Odontochilus aureus Aver.: Vietnam
- Odontochilus bisaccatus (Hayata) Hayata ex T.P.Lin: Taiwan
- Odontochilus brevistylis Hook. f.: Südöstliches Tibet bis zur Malaiischen Halbinsel, Taiwan. Es gibt zwei Unterarten:[3]
  - Odontochilus brevistylis subsp. brevistylis: Südöstliches Tibet bis zur Malaiischen Halbinsel
  - Odontochilus brevistylis subsp. candidus (T.P.Lin & C.C.Hsu) T.P.Lin: Taiwan
- Odontochilus buruensis Ormerod & Juswara (Syn.: Myrmechis aurea (J.J.Sm.) Schuit.): Die 2019 erstbeschriebene Art kommt auf der Molukkeninsel Buru vor.[3]
- Odontochilus clarkei Hook. f.: Distrikt Darjeeling bis nördliches Myanmar
- Odontochilus coerulescens (Schltr.) J.M.H.Shaw: Papua-Neuguinea
- Odontochilus crispus (Lindl.) Hook. f.: Nepal bis nordwestliches Yunnan
- Odontochilus degeneri L.O.Williams: Fidschi (Viti Levu)
- Odontochilus duplex (Holttum) Ormerod: Thailand und Malaysia
- Odontochilus elongatus (Blume) J.M.H.Shaw: Sumatra bis westliches Java
- Odontochilus elwesii C.B.Clarke ex Hook. f.: Östlicher Himalaja bis südliches China und Indochina, Taiwan
- Odontochilus fimbriatus (J.J.Sm.) J.M.H.Shaw: Neuguinea
- Odontochilus grandiflorus (Lindl.) Hook.f.: Östlicher Himalaja bis Assam
- Odontochilus guangdongensis S.C.Chen, S.W.Gale & P.J.Cribb: Guangdong, Hunan
- Odontochilus hasseltii (Blume) J.J.Wood: Borneo, Sumatra bis westliches Java
- Odontochilus hatumetensis (J.J.Sm.) J.M.H.Shaw: Molukkeninsel Seram
- Odontochilus hatusimanus Ohwi & T.Koyama: Kyushu
- Odontochilus hydrocephalus (J.J.Sm.) J.J.Wood: Borneo
- Odontochilus lanceolatus (Lindl.) Blume: Sikkim bis südliches China
- Odontochilus longiflorus (Rchb. f.) Benth. & Hook. f. ex B.D.Jacks.: Salomonen bis zu den Inseln im südwestlichen Pazifik
- Odontochilus macranthus Hook. f.: Thailand und Malaysia
- Odontochilus mindanaensis (Ames) J.M.H.Shaw: Philippinen
- Odontochilus montanus (Schltr.) J.M.H.Shaw: Neuirland bis Neukaledonien
- Odontochilus muricatus (J.J.Sm.) T.Yukawa: Ambon
- Odontochilus nakaianus (F.Maek.) T.Yukawa: Südliches Korea, Japan, nördliches Taiwan
- Odontochilus nandae Raskoti & Kurzweil: Nepal
- Odontochilus nanlingensis (L.P.Siu & K.Y.Lang) Ormerod: Guangdong, nördliches Taiwan
- Odontochilus napoensis H.Tang & Y.F.Huang: Guangxi
- Odontochilus occultus (Blume) J.M.H.Shaw: Borneo, westliches Java
- Odontochilus papuanus (J.J.Sm.) T.Yukawa: Neuguinea
- Odontochilus pectinifer (Schltr.) J.M.H.Shaw: Papua-Neuguinea
- Odontochilus perpusillus (Ames) T.Yukawa: Luzon
- Odontochilus philippinensis (Ames) J.M.H.Shaw: Philippinen
- Odontochilus poilanei (Gagnep.) Ormerod: Arunachal Pradesh bis südliches China und nördliches Indochina, Taiwan
- Odontochilus puberulus (Schltr.) J.M.H.Shaw: Papua-Neuguinea
- Odontochilus pubescens (Blume) J.M.H.Shaw: Westliches Sumatra bis Java
- Odontochilus quadrilobatus (Schltr.) T.Yukawa: Sulawesi
- Odontochilus rajanus (J.J.Sm.) T.Yukawa: Borneo
- Odontochilus reniformis (Hook.f.) Ormerod: Malaiische Halbinsel
- Odontochilus saprophyticus (Aver.) Ormerod: Guangxi bis Hainan, südliches Korea
- Odontochilus seranicus (J.J.Sm.) T.Yukawa: Seram
- Odontochilus serriformis (J.J.Sm.) J.J.Wood: Borneo
- Odontochilus sibelae (Ormerod) T.Yukawa: Molukkeninsel Bacan
- Odontochilus spicatus (Blume) J.M.H.Shaw: Borneo
- Odontochilus tashiroi (Maxim.) Makino (Syn.: Odontochilus inabae (Hayata) Hayata ex T.P.Lin): Nansei-Inseln bis Taiwan
- Odontochilus tetrapterus (Hook. f.) Av.Bhattacharjee & H.J.Chowdhery: Assam
- Odontochilus tortus King & Pantl.: Sikkim bis Hainan und Malaiischer Halbinsel
- Odontochilus tsukusianus (Masam.) T.Yukawa: Shikoku und Kyushu
- Odontochilus umbrosus (Aver.) Ormerod: Südliches Vietnam
- Odontochilus uniflorus (Blume) H.A.Pedersen & Ormerod: Thailand, Malaysia, Sumatra
- Odontochilus urceolatus (Tang & K.Y.Lang) T.Yukawa: Südöstliches Yunnan, Guangdong, Hainan
- Odontochilus whiteheadii (Rendle) T.Yukawa: Luzon, Mindoro
- Odontochilus yakushimensis (Yamam.) T.Yukawa: China bis Japan und zu den Philippinen